# Doropygus curvatus
Doropygus curvatus är en kräftdjursart som beskrevs av Gray 1938. Doropygus curvatus ingår i släktet Doropygus och familjen Notodelphyidae. Inga underarter finns listade i Catalogue of Life.